# Ćwiczenia Tiger

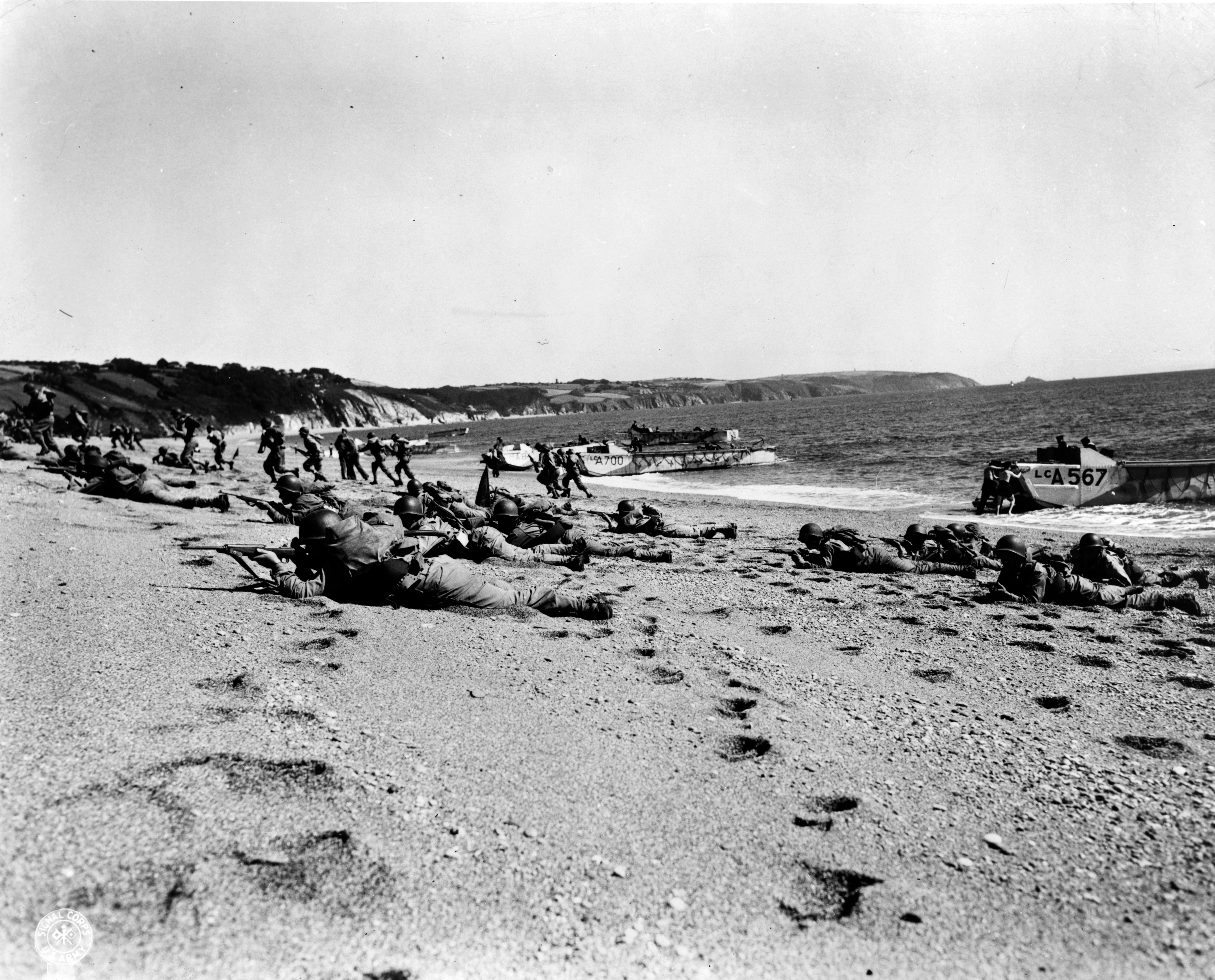
Amerykańskie oddziały lądujące na plaży w Anglii podczas ćwiczeń przed inwazją

Ćwiczenia Tiger lub operacja Tiger – kryptonim serii ćwiczeń przeprowadzonych na dużą skalę przed operacją „Overlord” w Normandii, które odbyły się w kwietniu 1944 na Slapton Sands lub Slapton Beach w Devon.
Pod koniec listopada 1943 r. brytyjskie władze zarekwirowały 121 km² terytorium hrabstwa Devon, gdyż plaże u stóp Slapton i otaczające je tereny były bardzo podobne do terenów w Normandii, gdzie planowano desant. Pierwsze manewry w tamtym rejonie (Duck I) rozpoczęły się 4 stycznia 1944 r., ujawniając liczne niedociągnięcia na każdym szczeblu dowodzenia i na wszystkich etapach desantu. W celu usunięcia nieprawidłowości przeprowadzono szereg kolejnych manewrów, które miały zakończyć się dużymi manewrami z wykorzystaniem ostrej amunicji (Tiger). Początek operacji Tiger wyznaczono na 22 kwietnia 1944 r. Wzrost aktywności w rejonie zatoki Lyme zauważono w Niemczech i zaczęto planować atak w tym rejonie.
Częścią manewrów był konwój T-4, który jednak na skutek niedopatrzenia lub błędu częściowo nie miał łączności z resztą jednostek. Aliancki konwój podczas wychodzenia na pozycje do lądowania został zaatakowany przez niemieckie kutry torpedowe, co spowodowało śmierć 946 amerykańskich żołnierzy. Problemy z komunikacją skutkowały też otwarciem bratobójczego ognia. Również kolejne błędy popełnione w koordynacji działań doprowadziły do ostrzelania przez okręty żołnierzy przebywających na plażach.
Incydent ten był zachowany w ścisłej tajemnicy ze względu na zbliżającą się operację Overlord, dopiero później został formalnie raportowany, dlatego znany jest pod nazwą „zapomniany”.